# Wola Żulińska
Wola Żulińska – wieś w Polsce położona w województwie lubelskim, w powiecie krasnostawskim, w gminie Łopiennik Górny. Leży nad rzeką Rejką, stanowiącą prawy dopływ Wieprza.
W latach 1975–1998 miejscowość administracyjnie należała do województwa chełmskiego.
Wieś stanowi sołectwo gminy Łopiennik Górny. Według Narodowego Spisu Powszechnego (III 2011 r.) wieś liczyła 185 mieszkańców.
Znajduje tu się poczta oraz ochotnicza straż pożarna.
Wierni Kościoła rzymskokatolickiego należą do parafii Najświętszej Maryi Panny Królowej Polski w Żulinie.